# Giovanni II di Heideck
Giovanni II di Heideck (in tedesco: Johann II. von Heideck; ... – Eichstätt, 3 giugno 1429) è stato un vescovo cattolico tedesco.

## Biografia
Il 2 ottobre 1415, fu scelto quale successore del vescovo Federico di Öttingen alla guida della sede episcopale di Eichstätt, venendo confermato il 29 ottobre successivo. L'anno seguente, nel 1416, ricevette la consacrazione episcopale.
Il 2 ottobre 1422, a Ratisbona, fu mediatore imperiale per la firma dell'armistizio voluto dal Sacro Romano Imperatore Sigismondo del Lussemburgo tra i duchi Ludovico VII di Baviera-Ingolstadt ed Enrico XVI di Baviera-Landshut, a conclusione della Grande guerra dei Signori.
Morì il 3 giugno 1429.